# Citoplasto
Um citoplasto é uma estrutura celular composta pelo citoplasma e pela membrana plasmática, mas não por um núcleo. É comumente usado em biologia celular para descrever células enucleadas que retêm componentes citoplasmáticos funcionais. Os citoplastos desempenham um papel crucial na fusão celular, reprogramação e transferência nuclear de células somáticas ou SCNT para abreviar. Estudos recentes também mostraram que os citoplastos de células-tronco embrionárias humanas (hESCs) possuem fatores de reprogramação que podem ajudar a transformar células somáticas em células pluripotentes (células-tronco que podem se diferenciar em qualquer tipo de célula) sem a necessidade de modificações genéticas.

## História
O conceito de citoplastos surgiu dos primeiros estudos sobre divisão celular e interações núcleo-citoplasmáticas. O termo ganhou popularidade nas décadas de 1970 e 1980 com avanços nas técnicas de fusão celular e experimentos de transferência nuclear.
O conceito de citoplasto pode ser rastreado até os primeiros estudos de biogênese de organelas em células eucarióticas. A compreensão dos compartimentos celulares e suas funções cresceu significativamente com o desenvolvimento da microscopia eletrônica e das técnicas de fracionamento subcelular. Esses avanços permitiram aos cientistas isolar e estudar componentes citoplasmáticos separadamente do núcleo.
Na década de 1980, Porter e McNiven introduziram a ideia de que o citoplasma, mesmo na ausência de um núcleo, funciona como um "citoplasto" organizado, estruturado e integrado por um citoesqueleto. Os citoplastos mais tarde se tornaram essenciais para a reprogramação nuclear quando foi descoberto que os citoplastos dos ovócitos podiam reprogramar núcleos somáticos, levando à clonagem bem-sucedida no famoso experimento da ovelha Dolly em 1996. Este experimento provou que fatores citoplasmáticos em oócitos enucleados desempenharam um papel fundamental na alteração da função nuclear e na redefinição da identidade celular.
Os avanços na pesquisa com células-tronco mostraram ainda mais a importância dos citoplastos. Foi demonstrado que os citoplastos de hESCs parados na metáfase contêm fatores de pluripotência essenciais, permitindo a reprogramação de células somáticas. A pesquisa sobre a herança de organelas ampliou a compreensão dos citoplastos, mostrando que estruturas delimitadas por membranas, como o complexo de Golgi, o retículo endoplasmático e as mitocôndrias, poderiam funcionar e se reorganizar dentro de células enucleadas.
E em estudos recentes indicam que os citoplastos mantêm a rigidez mecânica mesmo após a enucleação, sugerindo que o citoesqueleto de Actomiosina desempenha um papel mais dominante na mecânica celular do que se pensava anteriormente.

## Estrutura
O citoplasto consiste em um interior fluídico contendo organelas essenciais para o metabolismo celular, denominada citoplasma; uma bicamada lipídica externa que mantém a integridade celular, denominada membrana plasmática; e em uma rede de microtúbulos (MTs), filamentos de actina e filamentos intermediários que fornece suporte mecânico e auxilia na sinalização celular, denominada citoesqueleto.

### Citoplasma
O citoplasma é a porção de espaço intracelular entre a membrana plasmática e o invólucro nuclear em células eucariotas, e em células procariotas compreende a célula menos o núcleo e a membrana plasmática. É preenchida por uma matéria coloidal e semifluida denominada citosol, no qual estão suspensos as organelas celulares.

### Membrana plasmática
A membrana plasmática é a bicamada que delimita todas as células vivas, sendo as células procariotas e eucariotas, estabelecendo a fronteira entre o meio intracelular, o citoplasma, e o ambiente extracelular. A membrana celular também é a forma seletiva que a célula utiliza para captar os elementos do meio exterior, que são necessários para o seu metabolismo, e para liberar as substâncias que a célula produz e que devem ser enviadas para o exterior.

### Citoesqueleto
O citoesqueleto é a parte complexa e dinâmica de filamentos proteicos interligados presentes no citoplasma de todas as células, que se estende nas células eucariotas do núcleo da célula até a membrana celular. E é composto por proteínas semelhantes em vários organismos, contendo três componentes principais: microfilamentos, filamentos intermediários e microtúbulos, com capacidade de crescer ou desmontar rapidamente dependendo das necessidades da célula.

### Tipos de citoplastos
Os tipos de citoplastos são citoplastos de Oócitos, utilizados em experimentos de clonagem e transferência nuclear; citoplastos somáticos, fibroplastos enucleados ou outros tipos de células usados em experimentos de fusão; e citoplastos de células-tronco, derivados de hESCs na metáfase, contendo fatores de reprogramação.

## Função

### Reprogramação celular
Na reprogramação celular foi demonstrado que os citoplastos de Oócitos humanos ou hESCs reprogramam núcleos somáticos para um estado pluripotente, evitando a necessidade de modificação genética. Os citoplastos da fase M das hESCs contêm Oct-4, Nanog e SOX2 dispersos, que desempenham um papel na reprogramação nuclear.

### Papel na divisão celular e citocinese
No papel da divisão nuclear e citocinese, as células animais, tem o aparelho do fuso durante a mitose define dois novos citoplastos, que mais tarde se tornam células-filhas. E as células vegetais, tem as faixas de pré-prófase (PPBs) e os fragmoplastos predefinem os citoplastos, garantindo a divisão celular adequada.

### Mecânica celular e integridade estrutural
Estudos recentes indicam que os citoplastos podem reter ou mesmo aumentar a rigidez após a enucleação, apesar da remoção do núcleo, que tradicionalmente era considerado a parte mais rígida da célula.
O citoesqueleto de actina-miosina domina a mecânica celular, sugerindo que a rede de actina desempenha um papel maior na rigidez do que o próprio núcleo. As propriedades viscoelásticas dos citoplastos mostram que eles têm maior resistência à deformação e maior comportamento dissipativo em comparação com as células intactas.
Os citoplastos são capazes de migração celular, apoiando descobertas anteriores de que células enucleadas ainda podem realizar algumas funções celulares normais. A remoção do núcleo não amolece o citoplasto, indicando que a tensão do citoesqueleto é redistribuida pelas estruturas celulares restantes.
Os nucleoplastos e núcleos isolados são significativamente mais macios do que as células intactas, reforçando a ideia de que a rede de actina proporciona maior estabilidade mecânica.

### Aplicação em clonagem e reprodução assistida
Os citoplastos são usados na transferência nuclear de células somáticas, onde um núcleo doador é fundido com um citoplasto enucleado para gerar um embrião clonado. A reprogramação baseada em citoplastos oferece uma alternativa potencial às células-tronco pluripotentes induzidas (iPSCs), evitando os riscos de tumorigenicidade.

## Mecanismos de função do citoplasto

### Interações nucleares-citoplasmáticas
O citoplasto serve como um domínio regulador, interagindo com o núcleo, se estiver presente, por meio de vias de sinalização. Modificações epigenéticas ocorrem no núcleo transferido, o que permite a reprogramação.

### Modelo de tensegridade e organização citoesquelética
O citoplasto é estruturado por um sistema Tensegrity, onde os filamentos de actina interagem com os microtúbulos. Essa organização citoesquelética regula a forma da célula, a detecção do estresse mecânico e o transporte intracelular.

### Reprogramação de células somáticas mediada por citoplastos
Estudos demonstraram que os citoplastos de células-tronco embrionárias humanas (hESC) na metáfase contêm fatores de reprogramação, que se dispersam no citoplasma e reprogramam as células somáticas fundidas em um estado pluripotente. A centrifugação de gradiente é normalmente usada para isolar esses citoplastos para aplicações de reprogramação.

### Citoplastos e mecânica celular
Os citoplastos têm um módulo de Young e uma viscosidade mais elevados do que uma célula tipicamente enucleada, o que indica maior resistência mecânica e rigidez estrutural. A enucleação não perturba o citoesqueleto de actina devido à rede de citoplastosina de actina.
As fibras de estresse de actina permanecem intactas nos citoplastos, mantendo a forma e a rigidez celular. A capacidade dos citoplastos de manter a integridade mecânica sugere seu papel potencial na mecanotransdução e no comportamento estrutural das células.